# Bryan (Ohio)
Bryan es una ciudad ubicada en el condado de Williams en el estado estadounidense de Ohio. En el Censo de 2010 tenía una población de 8545 habitantes.Su población estimada, a mediados de 2019, es de 8230 habitantes.

## Geografía
Bryan se encuentra ubicada en las coordenadas 41°28′17″N 84°32′55″O / 41.47139, -84.54861. Según la Oficina del Censo de los Estados Unidos, Bryan tiene una superficie total de 14.03 km², de la cual 13.95 km² corresponden a tierra firme y 0.08 km² es agua.

## Demografía
Según el censo de 2010, había 8545 personas residiendo en Bryan. La densidad de población era de 593,39 hab./km². De los 8545 habitantes, Bryan estaba compuesto por el 94.28% blancos, el 0.55% eran afroamericanos, el 0.16% eran amerindios, el 0.85% eran asiáticos, el 0.06% eran isleños del Pacífico, el 2.11% eran de otras razas y el 1.99% pertenecían a dos o más razas. Del total de la población el 5.1% eran hispanos o latinos de cualquier raza.